# Seleção Inglesa de Futebol
A Seleção Inglesa de Futebol é organizada pela Football Association, a instituição que administra o futebol na Inglaterra, e representa a nação nas competições internacionais de futebol da FIFA e da UEFA, como a Copa do Mundo e a Eurocopa. A Inglaterra é uma das duas mais antigas seleções nacionais de futebol do mundo; juntamente com a Escócia com a qual disputou a primeira partida oficial entre seleções em 1872. A casa da Seleção Inglesa é o Wembley Stadium em Londres.
A Inglaterra venceu em casa a Copa do Mundo de 1966 quando derrotou na final a Alemanha Ocidental por 4–2 na prorrogação. A melhor performance em mundiais desde então foi em 1990 e 2018 quando chegou as semifinais, terminando na quarta colocação. A Inglaterra nunca venceu o Campeonato Europeu de Futebol, sua melhor performance foi nas edições de 2020 e 2024, quando chegou à final, perdendo as decisões para a Seleção Italiana e Espanhola, respectivamente.

## História

Time da inglaterra na final da Copa do Mundo de 1966

Em 30 de novembro de 1872, Inglaterra e Escócia realizam a primeira partida entre seleções da história do futebol. O jogo aconteceu no campo do West of Scotland Cricket Ground, Partick e terminou empatado em 0–0.
Em 1884, Inglaterra, Escócia, País de Gales e Irlanda, começaram a disputa do Home Championship, uma espécie de 'Copa do Reino Unido'. O torneio tinha periodicidade anual e foi disputado até 1984, sendo que a equipe inglesa sagrou-se campeã em cinquenta e quatro oportunidades.
No início, a Inglaterra não possuía estádio fixo. A Seleção Inglesa juntou-se à FIFA em 1906 e disputou suas primeiras partidas contra seleções fora das Ilhas Britânicas numa turnê pela Europa Central em 1908. O Estádio de Wembley foi inaugurado em 1923 e tornou-se o local onde o "English Team" manda os seus jogos. A relação entre a Inglaterra e a FIFA tornava-se cada vez mais tensa, o que culminou no rompimento com a FIFA em 1928, que fez com que a Inglaterra não disputasse as primeiras Copas do Mundo, mas uma reconciliação foi estabelecida em 1946, o que permitiu que a Seleção Inglesa disputasse a Copa do Mundo FIFA pela primeira vez em 1950. 
Na sua segunda participação em Copas (1954) os ingleses chegaram pela primeira vez nas quartas de final do mundial quando acabou eliminada pela forte seleção do Uruguai por 4 a 2. 
A Inglaterra venceu a Copa do Mundo FIFA de 1966, realizada em solo inglês, batendo a Alemanha Ocidental na final por 4–2. 
Na Copa do Mundo FIFA de 1986 os ingleses fizeram boa campanha e chegaram até as quartas de finais, onde enfrentaram a Argentina de um inspirado Diego Maradona. A partida contra os hermanos foi considerada uma das mais épicas do mundial e ficou marcada por atuação genial do camisa 10 argentino que garantiu a vitória da alviceleste por 2-1.

Os Três Leões

No mundial seguinte (1990) a Inglaterra fez outra boa campanha e conseguiu se classificar para as semifinais, onde acaba derrotada pela Alemanha Ocidental, que se sagraria tricampeã mundial, e depois perde a disputa pelo terceiro lugar para a anfitriã Itália.
Na Eurocopa de 1996, jogando em casa, a Inglaterra foi até as semifinais, quando foi eliminada nos pênaltis pela futura campeã Alemanha. 
Em 1997, a Inglaterra foi campeã do Torneio da França, torneio teste para a Copa do Mundo do ano seguinte, num formato similar ao da Copa das Confederações. Foi o primeiro e até agora único título conquistado pela seleção principal da Inglaterra após o título mundial de 1966. 
Em 2002 a Inglaterra chega mais uma vez as quartas de final e é eliminada pelo Brasil por 2-1 com um gol histórico de Ronaldinho Gaúcho. Quatro anos mais tarde cai novamente nas quartas de final diante de um forte Portugal treinado por Felipão, que foi o técnico da conquista do penta brasileiro. 
Em 2010 os ingleses decepcionaram e foram derrotados pelos alemães nas oitavas de final por 4-1. A campanha de 2014, no Brasil, foi ainda pior, com os ingleses indo embora ainda na primeira fase caindo no Grupo da Morte junto de Itália, Uruguai e Costa Rica. 
No mundial de 2018 na Rússia a Inglaterra voltou a disputar uma semifinal de Copa do Mundo depois de 28 anos e foi eliminada para a Croácia numa partida muito equilibrada encerrada em 2-1 na prorrogação. Também perdeu a disputa do 3° lugar para a Bélgica por 2-0. O atacante Harry Kane, capitão da Inglaterra, foi o artilheiro do mundial com 6 gols marcados.
Logo após o Mundial, surgiu uma nova competição a Liga das Nações da UEFA de 2018-19. Na 1ª fase caiu em um grupo com Croácia e Espanha, passou bem apertado. Nas semifinais perdeu de 3x1 para a Holanda, após 1x1 no tempo regulamentar e no 3º lugar, após um 0x0, vence de 6x5 nos pênaltis a Suíça.
Nas eliminatórias para o Campeonato Europeu de futebol de 2021 teve o 2º melhor a ataque ao lado da Itália e atrás da Bélgica, perdendo apenas para a Rep. Tcheca por 2x1.
Na Liga das Nações da UEFA A de 2020-21 estreou vencendo de 1x0 a Islândia, empatou em 0x0 com a Dinamarca e venceu de 2x1 a Bélgica. No returno perdeu em casa de 1x0 para a Dinamarca e de 2x0 fora para a Bélgica, já eliminada enfrentou a rebaixada Islândia e venceu de 4x0.

## A questão olímpica
Como o Comitê Olímpico Internacional não aceita seleções de representação regional, a Inglaterra nunca disputou o futebol olímpico, e sim o Reino Unido, cuja seleção de futebol, normalmente composta basicamente por ingleses amadores, deixou de disputar as eliminatórias olímpicas em 1971. Como Grã-Bretanha, obteve três medalhas de ouro: 1900, 1908, 1912. Em 2012, uma Seleção do Reino Unido formada apenas por ingleses foi especialmente escalada para as Olimpíadas de Londres, uma vez que o país anfitrião tem vaga automática.

## Desempenho em competições
| Ano     | Fase     | Posição | J | V | E | D | GP | GC | Divisão |
| ------- | -------- | ------- | - | - | - | - | -- | -- | ------- |
| 2018-19 | 3º lugar | 3/12    | 6 | 2 | 2 | 2 | 7  | 8  | A       |
| 2020-21 | 1ª fase  | 8/16    | 6 | 3 | 1 | 2 | 7  | 4  | A       |
| 2022-23 | 1ª fase  | 9/16    | 6 | 0 | 3 | 3 | 4  | 10 | A       |
| 2024-25 | 1ª fase  | 1/16    | 6 | 5 | 0 | 1 | 16 | 3  | B       |

| Desempenho na Copa do Mundo | Desempenho na Copa do Mundo | Desempenho na Copa do Mundo | Desempenho na Copa do Mundo | Desempenho na Copa do Mundo | Desempenho na Copa do Mundo | Desempenho na Copa do Mundo | Desempenho na Copa do Mundo | Desempenho na Copa do Mundo |
| Ano                         | Fase                        | Posição                     | J                           | V                           | E[i]                        | D                           | GP                          | GC                          |
| --------------------------- | --------------------------- | --------------------------- | --------------------------- | --------------------------- | --------------------------- | --------------------------- | --------------------------- | --------------------------- |
| 1930                        | Não participou              | -                           | -                           | -                           | -                           | -                           | -                           | -                           |
| 1934                        | Não participou              | -                           | -                           | -                           | -                           | -                           | -                           | -                           |
| 1938                        | Não participou              | -                           | -                           | -                           | -                           | -                           | -                           | -                           |
| 1950                        | 1ª fase                     | 8/13                        | 3                           | 1                           | 0                           | 2                           | 2                           | 2                           |
| 1954                        | Quartas de final            | 6/16                        | 3                           | 1                           | 1                           | 1                           | 8                           | 8                           |
| 1958                        | 1ª fase                     | 11/16                       | 4                           | 0                           | 3                           | 1                           | 4                           | 5                           |
| 1962                        | Quartas de final            | 8/16                        | 4                           | 1                           | 1                           | 2                           | 5                           | 5                           |
| 1966                        | Campeã                      | 1/16                        | 6                           | 5                           | 1                           | 0                           | 11                          | 3                           |
| 1970                        | Quartas de final            | 8/16                        | 4                           | 2                           | 0                           | 2                           | 4                           | 4                           |
| 1974                        | Não participou              | -                           | -                           | -                           | -                           | -                           | -                           | -                           |
| 1978                        | Não participou              | -                           | -                           | -                           | -                           | -                           | -                           | -                           |
| 1982                        | 2ª fase                     | 6/24                        | 5                           | 3                           | 2                           | 0                           | 6                           | 1                           |
| 1986                        | Quartas de final            | 8/24                        | 5                           | 2                           | 1                           | 2                           | 7                           | 3                           |
| 1990                        | Quarto Lugar                | 4/24                        | 7                           | 3                           | 3                           | 1                           | 8                           | 6                           |
| 1994                        | Não participou              | -                           | -                           | -                           | -                           | -                           | -                           | -                           |
| 1998                        | Oitavas de final            | 9/32                        | 4                           | 2                           | 1                           | 1                           | 7                           | 4                           |
| 2002                        | Quartas de final            | 7/32                        | 5                           | 2                           | 2                           | 1                           | 6                           | 3                           |
| 2006                        | Quartas de final            | 7/32                        | 5                           | 3                           | 2                           | 0                           | 6                           | 2                           |
| 2010                        | Oitavas de final            | 13/32                       | 4                           | 1                           | 2                           | 1                           | 3                           | 5                           |
| 2014                        | 1ª fase                     | 26/32                       | 3                           | 0                           | 1                           | 2                           | 2                           | 4                           |
| 2018                        | Quarto Lugar                | 4/32                        | 7                           | 3                           | 1                           | 3                           | 12                          | 8                           |
| 2022                        | Quartas de final            | 6/32                        | 5                           | 3                           | 1                           | 1                           | 13                          | 4                           |
| 2026                        | A definir                   |                             |                             |                             |                             |                             |                             |                             |
| Total                       | 15/20                       | 1 título                    | 69                          | 29                          | 21                          | 19                          | 91                          | 71                          |

| Desempenho na Eurocopa | Desempenho na Eurocopa | Desempenho na Eurocopa | Desempenho na Eurocopa | Desempenho na Eurocopa | Desempenho na Eurocopa | Desempenho na Eurocopa | Desempenho na Eurocopa | Desempenho na Eurocopa |
| Ano                    | Fase                   | J                      | V                      | E[i]                   | D                      | GP                     | GC                     |                        |
| ---------------------- | ---------------------- | ---------------------- | ---------------------- | ---------------------- | ---------------------- | ---------------------- | ---------------------- | ---------------------- |
| 1960                   | Não participou         | -                      | -                      | -                      | -                      | -                      | -                      |                        |
| 1964                   | Não se classificou     | -                      | -                      | -                      | -                      | -                      | -                      |                        |
| 1968                   | Terceiro lugar         | 2                      | 1                      | 0                      | 1                      | 2                      | 1                      |                        |
| 1972                   | Não se classificou     | -                      | -                      | -                      | -                      | -                      | -                      |                        |
| 1976                   | Não se classificou     | -                      | -                      | -                      | -                      | -                      | -                      |                        |
| 1980                   | Primeira fase          | 3                      | 1                      | 1                      | 1                      | 3                      | 3                      |                        |
| 1984                   | Não se classificou     | -                      | -                      | -                      | -                      | -                      | -                      |                        |
| 1988                   | Primeira fase          | 3                      | 0                      | 0                      | 3                      | 2                      | 7                      |                        |
| 1992                   | Primeira fase          | 3                      | 0                      | 2                      | 1                      | 1                      | 2                      |                        |
| 1996                   | Semifinal              | 5                      | 2                      | 3                      | 0                      | 8                      | 3                      |                        |
| 2000                   | Primeira fase          | 3                      | 1                      | 0                      | 2                      | 5                      | 6                      |                        |
| 2004                   | Quartas de final       | 4                      | 2                      | 1                      | 1                      | 10                     | 6                      |                        |
| 2008                   | Não se classificou     | -                      | -                      | -                      | -                      | -                      | -                      |                        |
| 2012                   | Quartas de final       | 4                      | 2                      | 2                      | 0                      | 5                      | 3                      |                        |
| 2016                   | Oitavas de final       | 4                      | 1                      | 2                      | 1                      | 4                      | 4                      |                        |
| 2020                   | Vice-campeão           | 7                      | 5                      | 2                      | 0                      | 11                     | 2                      |                        |
| 2024                   | Vice-campeão           | 7                      | 3                      | 3                      | 1                      | 8                      | 6                      |                        |
| 2028                   | A definir              |                        |                        |                        |                        |                        |                        |                        |
| 2032                   | A definir              |                        |                        |                        |                        |                        |                        |                        |
| Total                  | 11/17                  | 45                     | 18                     | 16                     | 11                     | 59                     | 43                     |                        |

## Estatísticas e recordes
Negrito: Jogadores ainda em atividade
| #  | Nome           | Período       | Jogos | Gols |
| -- | -------------- | ------------- | ----- | ---- |
| 1  | Peter Shilton  | 1970–1990     | 125   | 0    |
| 2  | Wayne Rooney   | 2003–2017     | 120   | 53   |
| 3  | David Beckham  | 1996–2010     | 115   | 17   |
| 4  | Steven Gerrard | 2000–2014     | 114   | 21   |
| 5  | Bobby Moore    | 1962–1973     | 108   | 2    |
| 6  | Ashley Cole    | 2001–2014     | 107   | 0    |
| 7  | Bobby Charlton | 1958–1970     | 106   | 49   |
| 8  | Frank Lampard  | 1999–2014     | 106   | 29   |
| 9  | Billy Wright   | 1946–1959     | 105   | 3    |
| 10 | Harry Kane     | 2015–presente | 103   | 69   |

| #  | Jogador        | Período       | Jogos (Gols) |
| -- | -------------- | ------------- | ------------ |
| 1  | Harry Kane     | 2015–presente | 103 (69)     |
| 2  | Wayne Rooney   | 2003–2017     | 120 (53)     |
| 3  | Bobby Charlton | 1958–1970     | 106 (49)     |
| 4  | Gary Lineker   | 1984–1992     | 80 (48)      |
| 5  | Jimmy Greaves  | 1959–1967     | 57 (44)      |
| 6  | Michael Owen   | 1998–2008     | 89 (40)      |
| 7  | Nat Lofthouse  | 1950–1958     | 33 (30)      |
| 8  | Alan Shearer   | 1992–2000     | 63 (30)      |
| 9  | Tom Finney     | 1946–1958     | 76 (29)      |
| 10 | Frank Lampard  | 1999–2014     | 106 (29)     |

## Treinadores
| Treinador           | Período   | Jogos | Vitórias | Empates | Derrotas |
| ------------------- | --------- | ----- | -------- | ------- | -------- |
| Walter Winterbottom | 1946–1962 | 139   | 78       | 33      | 28       |
| Alf Ramsey          | 1963–1974 | 113   | 69       | 27      | 17       |
| Joe Mercer          | 1974      | 7     | 3        | 3       | 1        |
| Don Revie           | 1974–1977 | 29    | 14       | 8       | 7        |
| Ron Greenwood       | 1977–1982 | 55    | 33       | 12      | 10       |
| Bobby Robson        | 1982–1990 | 95    | 47       | 30      | 18       |
| Graham Taylor       | 1990–1993 | 38    | 18       | 13      | 7        |
| Terry Venables      | 1994–1996 | 23    | 11       | 11      | 1        |
| Glenn Hoddle        | 1996–1999 | 28    | 17       | 6       | 5        |
| Howard Wilkinson¹   | 1999–2000 | 2     | 0        | 1       | 1        |
| Kevin Keegan        | 1999–2000 | 18    | 7        | 7       | 4        |
| Peter Taylor¹       | 2000      | 1     | 0        | 0       | 1        |
| Sven-Göran Eriksson | 2001–2006 | 67    | 40       | 17      | 10       |
| Steve McClaren      | 2006–2007 | 18    | 9        | 4       | 5        |
| Fabio Capello       | 2008–2012 | 42    | 28       | 8       | 6        |
| Stuart Pearce¹      | 2012      | 1     | 0        | 0       | 1        |
| Roy Hodgson         | 2012–2016 | 12    | 7        | 4       | 1        |
| Sam Allardyce       | 2016      | 1     | 1        | 0       | 0        |
| Gareth Southgate    | 2016–2024 | 102   | 64       | 20      | 18       |
| Lee Carsley¹        | 2024      | 6     | 5        | 0       | 1        |
| Thomas Tuchel       | 2025–     | 0     | 0        | 0       | 0        |

¹ Treinadores interinos, comandaram a equipe provisoriamente.

## Uniformes

### Uniformes atuais
- 1º - Camisa branca, calção azul marinho e meias brancas;
- 2º - Camisa azul, calção e meias azuis.

| 1º Uniforme |  | 2º Uniforme |  | Combinação 1 |

### Uniformes dos goleiros
- Camisa amarela, calção e meias amarelas;
- Camisa preta, calção e meias pretas;
- Camisa verde, calção e meias verdes.

| 1 | 2 | 3 |  |

### Uniformes de treino
- Camisa azul, calção e meias azuis marinho;
- Camisa azul marinho, calção azul marinho e meias brancas.

| Jogadores | Comissão |

### Uniformes anteriores
- 2020

| 1º uniforme |  | 2º uniforme | 1ª Combinação |

- 2018

| 1º uniforme |  | 2º uniforme | Combinação |

- 2017

| 1º uniforme |  | 2º uniforme | 3º uniforme | Combinação |

- 2016

| Primeiro | Segundo |

- 2014

| Primeiro | Segundo |  |

- 2013

| Primeiro | Segundo |  |

- 2012

| Primeiro | Segundo | Combinação |

- 2011

| Primeiro | Segundo |  |

- 2010

| Primeiro | Segundo | Combinação |

- 2009

| Primeiro | Segundo |

- 2008

| Primeiro | Segundo |  |

- 2007

| Primeiro | Segundo |  |

- 2006

| Primeiro | Segundo |  |

### Material esportivo
| Período        | Fornecedor                   |
| -------------- | ---------------------------- |
| 1949–1954      | St. Blaize and Hope Brothers |
| 1954–1961      | Umbro                        |
| 1959–1965      | Bukta                        |
| 1965–1974      | Umbro                        |
| 1974–1984      | Admiral                      |
| 1984–2013      | Umbro                        |
| 2013– presente | Nike                         |

## Títulos
Seleção principal
| MUNDIAIS | MUNDIAIS      | MUNDIAIS | MUNDIAIS |
|          | Competição    | Vezes    | Ano      |
| -------- | ------------- | -------- | -------- |
|          | Copa do Mundo | 1        | 1966     |

Seleção olímpica
| EVENTOS MULTIESPORTIVOS | EVENTOS MULTIESPORTIVOS | EVENTOS MULTIESPORTIVOS | EVENTOS MULTIESPORTIVOS |
|                         | Competição              | Vezes                   | Ano                     |
| ----------------------- | ----------------------- | ----------------------- | ----------------------- |
|                         | Jogos Olímpicos         | 3                       | 1900, 1908, 1912        |

 Campeão Invicto

## Outros títulos
- Torneio Internacional de Toulon: 7 (1990, 1991, 1993, 1994, 2016, 2017 e 2018)
- Torneio de Montaigu: 7 (1978, 2000, 2008, 2009, 2011, 2015 e 2023)
- Campeonato Internacional Inicial (Campeonato Britânico Inicial): 54 (1885-1886, 1887-1888, 1889-1890, 1890-1891, 1891-1892, 1892-1893, 1894-1895, 1897-1898, 1898-1899, 1900-1901, 1902-1903, 1903-1904, 1904-1905, 1905-1906, 1907-1908, 1908-1909, 1910-1911, 1911-1912, 1912-1913, 1926-1927, 1929-1930, 1930-1931, 1931-1932, 1934-1935, 1937-1938, 1938-1939, 1946-1947, 1947-1948, 1949-1950, 1951-1952, 1952-1953, 1953-1954, 1954-1955, 1955-1956, 1956-1957, 1957-1958, 1958-1959, 1959-1960, 1960-1961, 1963-1964, 1964-1965, 1965-1966, 1967-1968, 1968-1969, 1969-1970, 1970-1971, 1971-1972, 1972-1973, 1973-1974, 1974-1975, 1977-1978, 1978-1979, 1981-1982 e 1982-1983)
- Taça Stanley Rous: 3 (1986, 1988 e 1989)
- Copa Challenge: 1 (1991)
- Torneio da França: 1 (1997)
- Torneio de Verão FA: 1 (2004)

## Títulos de base

### Seleção Sub-20
- Copa do Mundo FIFA Sub-20: 1 (2017)

### Seleção Sub-21
- Eurocopa Sub-21: 3 (1982; 1984 e 2023)

### Seleção Sub-19
- Eurocopa Sub-19: 11 (1948; 1963; 1964; 1971; 1972; 1973; 1975; 1980; 1993; 2017 e 2022)

### Seleção Sub-17
- Copa do Mundo FIFA Sub-17: 1 (2017)
- Eurocopa Sub-17: 2 (2010 e 2014)